# Casa de la Marquesa (Querétaro)
La Casa de la Marquesa es una mansión ubicada en el centro de la Ciudad de Querétaro, perteneciente a la época del barroco mexicano. Fue construida para doña Paula Guerrero y Dávila, Marquesa de Villar del Águila, pero realmente para Don Antonio Alday. Está en la esquina de las calles de Madero y Allende, contraesquina de la Fuente Neptuno. Por muchos años fue conocida como Casa Alday. 

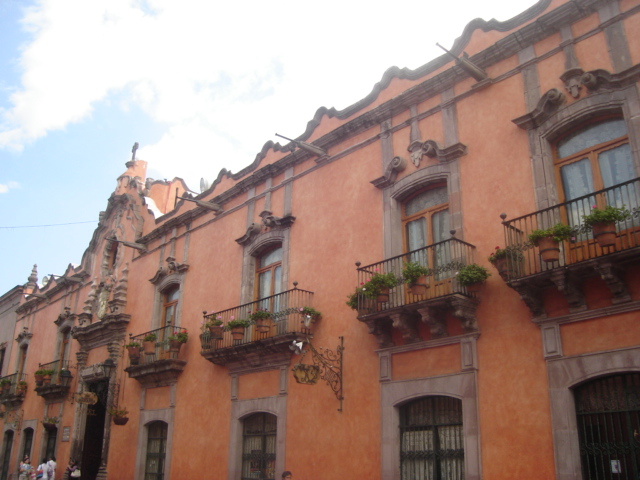
Casa de la Marquesa

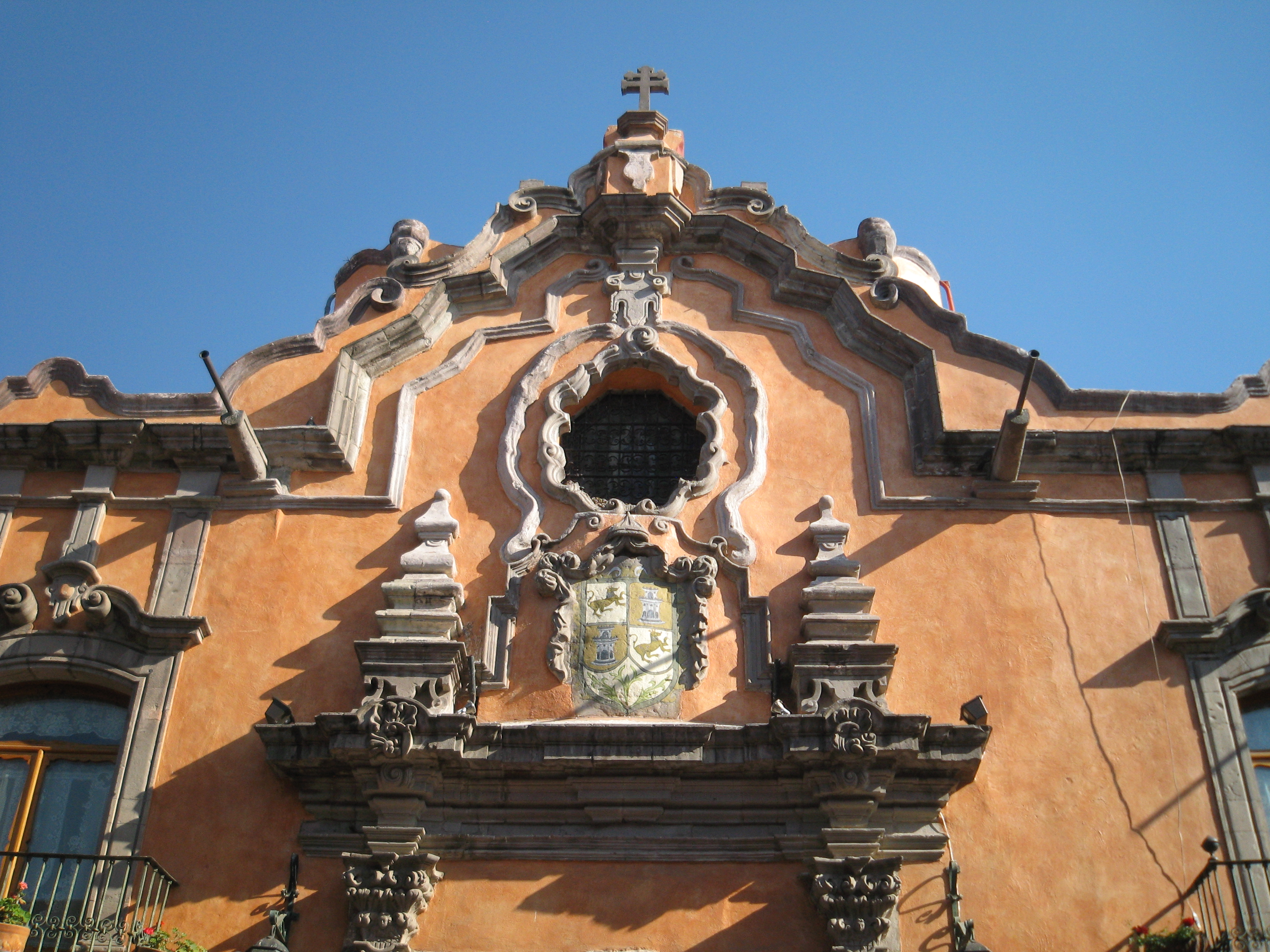
Remate de la Casa

Edificada en el siglo XVII, se concluyó en 1756. Se construyó para que la marquesa viviera ahí separada de su marido el marqués, don Juan Antonio de Urrutia y Arana, que vivía a dos cuadras de distancia hacia el norte, por razones que han quedado en el misterio. Como todas las casas de los nobles, tenía el escudo del marqués, pero fue raspado por decreto del 2 de mayo de 1826.
Es una construcción típica del barroco, la casa contiene arcos en que se mezclan elementos moriscos en sus tallados, cuyos arcos son prolongados y de bello conjunto. La obra es notable por su cantera labrada, sus enrejados, los detalles moriscos, su estancia y capilla, siendo todo de una delicada y original belleza. La casa se ha restaurado varias veces cuidadosamente, descubriendo las pinturas originales decorativas de sus muros.
Esta casa alojó al jefe del Ejército Trigarante, don Agustín de Iturbide, en septiembre de 1821, cuando se dirigía a la Ciudad de México. Casi un siglo después, el primer Jefe del Ejército Constitucionalista, don Venustiano Carranza, dispuso en 1916 que fuese instalada ahí la Secretaría de Relaciones Exteriores, cuando Querétaro fue capital provisional de la república durante los trabajos del Congreso Constituyente. Funcionó hasta febrero de 1917, en que el gobierno federal regresó a la Ciudad de México. Desde fines del siglo XX, ésta histórica joya barroca es uno de los más exclusivos hoteles de México y alberga en uno de sus anexos sobre Allende, a una hermosa tienda de productos gourmet de la Ruta del Queso y el Vino.